# ویدوم (ویسکانسین)
ویدوم، ویسکانسین (به انگلیسی: Veedum, Wisconsin) یک محدوده ثبت‌نشده در ایالات متحده آمریکا است که در Dexter واقع شده‌است.

## خصوصیات
ویدوم ۳۱۴٫۸۶ متر بالاتر از سطح دریا واقع شده‌است.